# Medaglia interalleata della vittoria (Giappone)
La Medaglia interalleata della vittoria giapponese (戦捷記章?, Senshō kinshō) fu istituita dall'imperatore Taishō con l'editto n. 406 del 20 luglio 1921 per commemorare la vittoria nella prima guerra mondiale, analogamente a quanto praticato dalle altre nazioni alleate.
La medaglia è stata disegnata da Masakichi Hata (1882-1966); ne furono prodotte circa 400.000 dalla Zecca del Giappone di Osaka nel corso del 1920.

## Criteri di eleggibilità
Secondo l'editto istitutivo aveva diritto alla medaglia il personale militare che aveva preso parte ad una battaglia tra il 23 agosto 1914 e il 9 gennaio 1920.
La medaglia porta la data '1920' in quanto l'azione giapponese in Siberia, in seguito alla Rivoluzione russa, proseguì dopo la fine della guerra in Europa nel 1918.

## Insegne

### Medaglia
La medaglia è costituita da un disco di bronzo del diametro di 36 mm con il bordo liscio e reca:
sul diritto
invece della vittoria alata, priva di significato per la cultura giapponese, la divinità giapponese Take-Mikazuchni-no-Kami, in piedi di fronte a figura intera, che tiene con le mani un'asta di traverso.
sul rovescio
al centro un globo terrestre circondato da una fila di perline, sovrapposto ad un fiore di ciliegio con cinque petali, ogni petalo contiene una bandiera con il carattere giapponese che rappresenta una delle principali nazioni alleate: Italia, Francia, Stati Uniti, Gran Bretagna e Giappone, altri caratteri al di sotto recitano "e le altre nazioni unite e alleate".
All'esterno del fiore, sul contorno, la scritta "Grande guerra per la protezione della civiltà, Taisho III anno (1914) al Taisho IX anno (1920)".

### Nastro
Il nastro, largo 37 mm, presenta i colori di due arcobaleni affiancati per il rosso, con il viola ai lati, come quelli delle altre nazioni alleate ed associate che istituirono la medaglia.

### Scatola
La medaglia è provvista di una scatola di legno di balsa che reca sul coperchio, stampati in lettere dorate, quattro caratteri che si riferiscono alla vittoria nella Grande guerra. All'interno della scatola vi è un profilo sagomato in velluto bianco che, stranamente, non si adatta perfettamente alla medaglia.

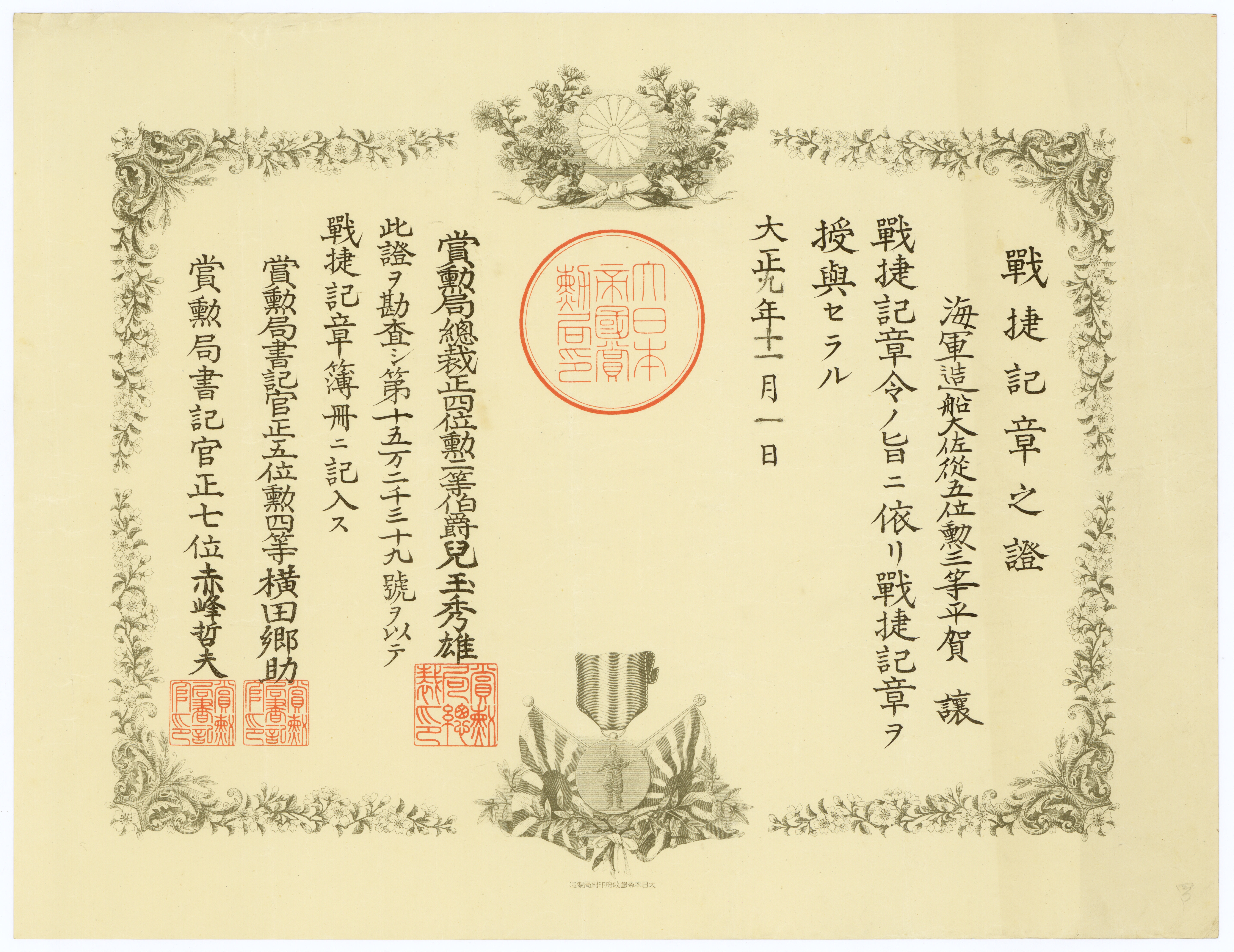
Certificato della medaglia.

## Attestato
Un grande certificato  con il nome ed il grado del premiato, veniva emesso per i destinatari sia dell'Esercito sia della Marina.